# Kevin Rankin
Kevin Michael Rankin (Virginia Occidental; 26 de agosto de 1971) es un exjugador de baloncesto estadounidense. Con 2,08 m de estatura, su puesto natural en la cancha era el de pívot.

## Trayectoria
- Universidad de Northwestern (1990-1994)
- Fenerbahce Estambul (1994-1995)
- CB Andorra (1995-1996)
- Ulker Estambul (1996-2000)
- Hapoel Jerusalem B.C. (2000-2001)
- Pallacanestro Biella (2000-2002)
- ALBA Berlín (2002-2003)